# جيمس هنري ماكلين
جيمس هنري ماكلين هو سياسي أمريكي، ولد في 13 أغسطس 1829 في Ayrshire ‏ في المملكة المتحدة، وتوفي في 12 أغسطس 1886 في دانسفيل ليفينغستون مقاطعة في الولايات المتحدة. نشط حزبياً في الحزب الجمهوري. وقد انتخب عضو مجلس النواب الأمريكي ‏.